# Olivier Ramaré
Olivier Ramaré é um matemático francês que leciona na Universidade de Ciências e Tecnologia de Lille (Université des Sciences et Technologies de Lille), associada da Université Lille Nord.

## Trabalhos
Em 1995 ele complementou o estudo do Teorema de Schnirelmann provando que todo número par é a soma de, no máximo, seis números primos. Esse resultado pode ser comparado com a Conjectura de Goldbach, que enuncia que todo número par maior que dois é a soma de dois números primos. A validade do trabalho de Ramaré para todos os números pares suficientemente grandes é consequência do Teorema de Vinogradov.